# Стадион индийской молодёжи
Стадион индийской молодёжи (бенг. যুব ভারতী ক্রীড়াঙ্গন, Yuva Bharati Krirangan, англ. Stadium of the Indian Youth) (также Солт-Лейк-Стадиум) — является многоцелевым стадионом в Калькутта, с текущей вместимостью 85 000 человек. Стадион индийской молодёжи является главной домашней площадкой футбольных клубов «АТК Мохун Баган» и «Восточная Бенгалия». Это второй по вместимости стадион в Индии. До своей реконструкции в 2011 году он был вторым по величине футбольным стадионом в мире, вмещавшим 120 000 зрителей. До строительства и открытия стадиона Первого мая в 1989 году это был самый большой футбольный стадион в мире.
Рекордная посещаемость стадиона была зафиксирована в 1997 году, когда 131 781 зритель наблюдал за полуфиналом Кубка Федерации между Восточной Бенгалией и Мохун-Баганом.

## Общая характеристика
Стадион был торжественно открыт в январе 1984 года. Характерными особенностями стадиона стали уникальная синтетическая беговая дорожка, электронное табло, главное футбольное поле площадью 105×70 м, специальные лифты для особо важных персон, установленные в VIP-секторах, конференц-зал, периферийное освещение с помощью прожекторов, расположенных вдоль козырьков трибун. Кроме этого, на стадионе оборудованы комментаторские кабинки, специальные платформы для телекамер, ложа прессы, рестораны и комнаты отдыха, раздевалки для спортсменов, тренировочные поля для занятий футболом, крикетом и кхо-кхо, волейбольные площадки и небольшой гимнастический зал. Стадион имеет собственную систему водоснабжения и автономный дизельный генератор.
Для освещения стадиона используются 624 лампы по 2 кВт каждая, а два электронных табло содержат 36000 ламп по 25 Вт каждая. Четыре подземных резервуара ёмкостью 10000 галлонов используются в уникальной противопожарной системе. Архитектурный и конструктивный проект стадиона был выполнен при участии местных компаний из Калькутты. Беговая дорожка была изготовлена немецкой компанией Reckortan Tartan Track, а электронное табло — венгерской Electro Impex.
Помимо спортивных соревнований на стадионе проводятся различного рода культурные мероприятия — танцевальные фестивали, концерты популярных музыкальных исполнителей и т. п.

## Ремонт
Проект реконструкции здания стоимостью 14 миллионов долларов США стартовал в феврале 2015 года. Искусственный газон на стадионе был заменен полностью натуральным травяным полем. Новая трава-это семена Бермудской Ривьеры, привезенные из Соединенных Штатов, а под ней два слоя песка и гравия. Следующий слой снабжен перфорированными трубами для предотвращения заболачивания.
Немецкая компания Porplastic предоставила эластичное покрытие для беговой дорожки вокруг поля, которое было заменено впервые с момента строительства стадиона в 1984 году. Старая колея была расчищена, и было положено новое покрытие.
Вестибюль VIP-входа, ведущего на игровую арену, был оборудован кондиционером. Были отремонтированы вещательные залы и офисы стадиона.
Ковшеобразные сиденья заменили бетонные скамейки в галереях, что снизило вместимость стадиона со 120 000 до 85 000.
VIP-ложи и ложи для прессы, как в среднем ярусе, были сняты, и новая ложа для прессы вместимостью 240 мест теперь находится на третьем ярусе. VIP — ложа осталась на втором ярусе, с добавлением 240 мест. Зал для пресс-конференций, который раньше был тесным во время дерби и матчей с участием международных команд, был перенесен в 19 х 8,5 метров под галерею. Также был построен просторный вещательный зал подобных размеров.
В дальнем конце стадиона, как и было рекомендовано ФИФА, появились две полноразмерные тренировочные площадки с перфорациями на поверхности для подземного дренажа и восемь прожекторных башен. Все тренировочные площадки будут покрыты той же импортной бермудской травой Ривьера, которая используется на основном газоне. Дренажная сеть была спроектирована таким образом, чтобы поверхность никогда не становилась слякотной. Судейские комнаты были построены рядом с тренировочными площадками.
Количество ворот на стадион было увеличено с семи до девяти. Некоторые из существующих ворот также были расширены, как и подходы, соединяющие въезды и выезды на кольцевую дорогу. Каждая связующая дорога имеет ширину 21 метр. Окрестности были благоустроены лесным департаментом.
Слева от вестибюля были построены комнаты для судей и мальчиков-бейсболистов.

## Футбол
Футбол является основным видом спорта на этом стадионе.
Стадион принимает домашние встречи местных футбольных клубов — «Ист-Бенгал», «Мохун Баган» и «Мохаммедан», являющихся одними из сильнейших клубов всего индийского футбола. Традиционное калькуттское дерби между командами «Ист-Бенгал» и «Мохун Баган», также проводится здесь. На большинстве таких матчей трибуны заполняют шумные толпы фанатичных поклонников обеих команд (по традиции, болельщики «Ист-Бенгал» празднуют свои победы поеданием блюд из местной рыбы гильзы (hilsa), а приверженцы «Мохун Баган» предпочитают в таких случаях креветок (prawn).
Футбольная сборная Индии также сыграла немало домашних матчей на поле «Солт-Лейк-Стэдиум», здесь же проводятся наиболее важные матчи главных национальных турниров.

## Лёгкая атлетика
Стадион также регулярно принимает важные национальные и международные соревнования по лёгкой атлетике. В 1987 году здесь проходили III Южноазиатские игры.